# 개스코인
개스코인(Gascoyne)은 오스트레일리아 웨스턴오스트레일리아주를 9개로 나눈 지역 중 하나이다.